# Pacífica Fernández Oreamuno
Juana Pacífica Luisa de los Ángeles Fernández Oreamuno (San José, 23 de agosto de 1828 - 31 de marzo de 1885) fue la primera mujer en ocupar el cargo de primera dama de Costa Rica. Era hija de Manuel Fernández Chacón, jefe de Estado de Costa Rica en 1835, y Dolores Oreamuno Muñoz de la Trinidad, quienes también fueron padres del gobernador de San José Federico Fernández Oreamuno del presidente de Costa Rica Próspero Fernández Oreamuno.
Contrajo nupcias en San José el 29 de junio de 1843 con José Castro Madriz, Presidente del Estado (1847-1848) y Presidente de la República (1848-1849 y 1866-1868). Ha sido la primera dama más joven, ya que solamente tenía 18 años cuando su esposo llegó por primera vez al poder.

## Bandera de Costa Rica
Se le reconoce en la historia por su participación en la creación de la bandera de Costa Rica, inspirada en la francesa, aunque con la indicación de que “Francia recibió la civilización del sur, fueron los rayos perfectamente verticales, por eso los colores de su bandera corren en el mismo sentido. En Costa Rica no sucede lo mismo; debemos poner las franjas horizontales, como nos vienen los rayos.”
La bandera diseñada por Pacífica Fernández Oreamuno se izó por primera vez el 12 de noviembre de 1848.